# Mercuzio
Mercuzio è un personaggio immaginario del famoso dramma di William Shakespeare Romeo e Giulietta. Figlio di Escalo, il signore della città-stato di Verona, è buon amico dei Montecchi, in particolar modo del giovane Romeo. Mercuzio ha la caratteristica di esibirsi in lunghi discorsi suggestivi, ed è ritenuto essere uno "spirito libero".

## Ruolo
Dopo che Romeo viene sfidato da Tebaldo, Mercuzio si aspetta che l'amico ingaggi il duello. Tuttavia, Romeo rifiuta di combattere, considerando Tebaldo un parente per via del matrimonio segreto con Giulietta. Mercuzio, indignato dalla sua “calma, vile, disonorevole sottomissione”, decide di combattere lui stesso. Romeo, non volendo che nessuno dei due venga ferito, interviene, permettendo involontariamente a Tebaldo di colpire mortalmente Mercuzio, che muore pronunciando la celebre maledizione "una pestilenza su entrambe le vostre famiglie". Per vendetta, Romeo uccide Tebaldo e viene esiliato da Verona.

## Fonti letterarie

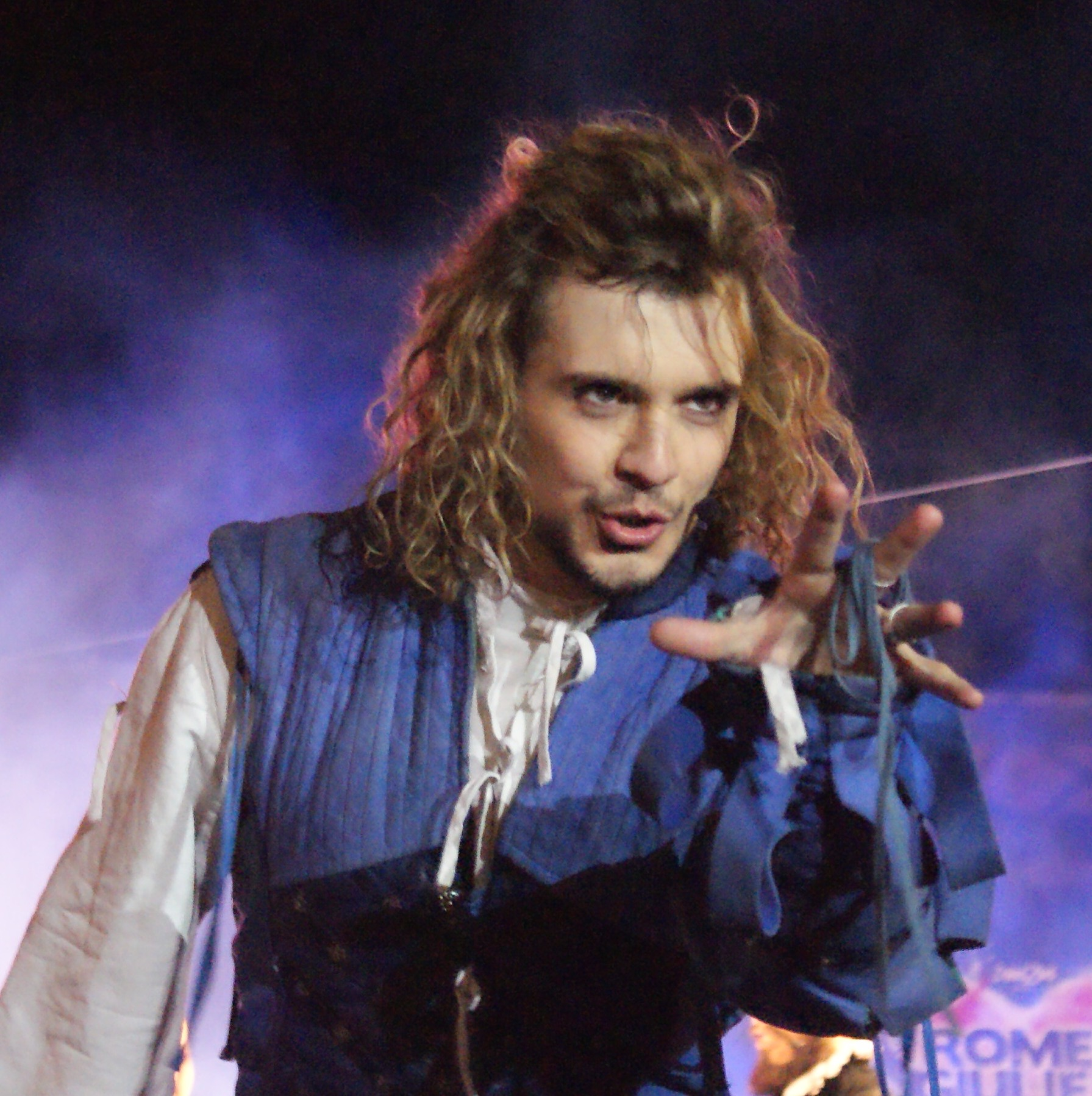
Luca Giacomelli Ferrarini interprete di Mercuzio nel musical di David Zard Romeo e Giulietta Ama e cambia il Mondo

Mercuzio appare per la prima volta nell'Historia di due nobili amanti di Luigi Da Porto (anni 1530), in cui il personaggio, chiamato "Marcuccio Guertio" svolge un ruolo minore. Di lui si sa solo che "per natura, così il luglio come il gennajo, le mani sempre freddissime avea", tanto che Giulietta, danzando tra lui e Romeo, è grata per le mani più calde del suo futuro marito.
La scena del ballo con Giulietta tra Romeo e Mercuzio si ripresenta ne La sfortunata morte di dui infelicissimi amanti di Matteo Bandello (1554), in cui "Marcuccio il guercio" è descritto come "uomo di corte molto piacevole e generalmente molto ben visto per i suoi motti festevoli e per le piacevolezze ch’egli sapeva fare, perciò che sempre aveva alcuna novelluccia per le mani da far ridere la brigata e troppo volentieri senza danno di nessuno si sollazzava". Così come in Da Porto, Marcuccio "aveva poi sempre il verno e la state e da tutti i tempi le mani via più fredde e più gelate che un freddissimo ghiaccio alpino": come nella versione precedente della storia, Giulietta si rallegra per le mani più tiepide di Romeo. Anche in The Tragical History of Romeus and Juliet di Arthur Brooke Mercuzio svolge un ruolo minimo.
La caratterizzazione di Mercuzio come festaiolo rimane nell'opera di Shakespeare, che espande notevolmente il personaggio e gli affida non solo dialoghi significative ma anche una maggior importanza nello sviluppo drammatico della vicenda. È Shakespeare, infatti, che introduce il duello tra Tebaldo e Mercuzio, assente in tutte le versioni precedenti della storia.

## Origine del nome
L'origine del nome potrebbe provenire da "mercuriale", per sottolineare un carattere mutevole e imprevedibile. Mercurio, nella mitologia romana, era il messaggero degli dei, dalle caviglie alate.